# Tô Nguyệt Đình
Tô Nguyệt Đình (1 tháng 10 năm 1920 – 17 tháng 5 năm 1988) là một nhà văn, nhà báo người Việt Nam. Một trong nhiều bút hiệu khác của ông là Tiêu Kim Thủy.

## Tiểu sử
Tô Nguyệt Đình tên thật là Nguyễn Bảo Hóa. Ông sinh ngày 1 tháng 10 năm 1920 tại làng Phước Lễ, tỉnh Bà Rịa. Từ năm 1945 đến 1954, ông viết tin địa phương cho các báo ở Sài Gòn như: Tin Điển, Ánh Sáng, Việt Thanh, Việt Báo... Từ năm 1955, ông lên Sài Gòn tiếp tục cộng tác với một số tờ báo tại đây và sống bằng nghề viết lách cho đến cuối đời. Bên cạnh việc viết báo, ông còn là một tay viết truyện ngắn nổi bật đương thời.
Một số chức vụ:
- Cố vấn Nghiệp đoàn Ký giả Nam Việt
- Cố vấn Hội Ái hữu Ký giả Việt Nam

Ông là một trong những người đứng đầu tổ chức ngày Ký giả đi ăn mày trước 1975. Ông mất ngày 17 tháng 5 năm 1988. Tên ông sau đó được đặt cho một con đường ở Bà Rịa.

## Tác phẩm

### Văn học
1. Ải Chi Lăng (truyện ngắn, Nhà xuất bản Việt Bút, 1947)[7]
2. Bóng giai nhân (truyện ngắn, Nhà xuất bản Đoàn Kết, 1948)
3. Mị Lan Hương (tiểu thuyết, Nhà xuất bản Tấn Phát, 1950)
4. Bộ áo cà sa nhuộm máu (tiểu thuyết, Nhà xuất bản Tấn Phát, 1952)
5. Chàng đi theo nước (tiểu thuyết, Nhà xuất bản Tấn Phát, 1953)[8]
6. Bức địa đồ máu (tiểu thuyết, 1952)
7. Tiếp Bội (tiểu thuyết, Nhà xuất bản Lá Dâu, 1957)[9]
8. Mía sâu có đốt (tiểu thuyết, viết chung với Trang Thế Hy, Nhà xuất bản Lá Dâu, 1957)[10]

### Biên khảo
1. Nam Bộ chiến sử (Nhà xuất bản Lửa Sống 1949)[8]
2. Phạm Hồng Thái (Nhà xuất bản Sống Mới 1957)[11]
3. Tàn phá Cổ Am (Nhà xuất bản Tấn Phát 1958)[9]
4. Chuyện xưa tích cũ (viết chung với Sơn Nam, 1958)[12]
5. Việt Nam 25 năm máu lửa (Nhà xuất bản Khai Trí, 1971)